# Grammia rivulosa
Grammia rivulosa är en fjärilsart som beskrevs av Richard Harper Stretch. Grammia rivulosa ingår i släktet Grammia och familjen björnspinnare. Inga underarter finns listade i Catalogue of Life.